# Бакунин, Василий Михайлович (генерал-майор)
Васи́лий Миха́йлович Баку́нин (1795—1863) — генерал-майор в отставке, член «Союза благоденствия».

## Биография
Родился в 1795 году. Происходил из дворян Могилёвской губернии; сын сенатора Михаила Михайловича Бакунина и русской писательницы-мемуаристки Варвары Ивановны (урождённой Голенищевой-Кутузовой).
В службу вступил 7 августа 1812 года, портупей-юнкером в лейб-гвардии Артиллерийскую бригаду; 19 ноября того же года был переведён прапорщиком во 2-ю резервную артиллерийскую бригаду.
Участвовал в заграничных походах русской армии; с 1 сентября 1813 года — подпоручик Нарвского пехотного полка, откуда в том же году был переведён в лейб-гвардии Гренадерский полк. За отличие в сражении под Лейпцигом 1 февраля 1814 года был произведён в поручики.
С 23 декабря 1815 года служил в Кавалергардском полку; с 8 ноября 1816 года — адъютант князя Д. В. Голицына; штабс-ротмистр — с 25 июня 1818 года, ротмистр — с 14 августа 1819 года.
В 1824 году был переведён полковником в Екатеринославский кирасирский полк; с 1825 года служил в Рижском драгунском полку. Был членом «Союза благоденствия», но в тайных обществах, возникших после 1821 года не участвовал. Поэтому, по Высочайшему повелению к следствию по делу декабристов не привлекался. Был масоном, членом ложи «Орла Российского» в Петербурге.
В 1826 году был утверждён командиром дивизиона, в 1827 году по болезни уволен от командования; в 1829 году вторично утверждён командиром дивизиона и вновь освобождён от командования в 1831 году. А в 1832 уволен по болезни был уволен от службы и определён в Комиссариатский штат. В 1833 года снова был принят на военную службу — полковником, 21 июля назначен в Литовский уланский полк. С 1836 года — член Полевого аудиториата действующей армии, с зачислением по кавалерии.
В 1839 году пожалован имением в Царстве Польском, 13 марта 1840 года ушёл в отпуск, с 15 сентября 1841 году — в бессрочном отпуске; 7 июля 1848 года по болезни был уволен от службы генерал-майором с мундиром и пенсией 2/3 жалованья. Умер 8 (20) сентября 1863 года и 10 сентября был похоронен на Петропавловском кладбище Елисаветграда.